# Ratel
Il Ratel è il veicolo da combattimento della fanteria meccanizzata sudafricana. Ha una configurazione 6x6 ed una pesante corazzatura. È molto pesante e non è anfibio. Ne sono state fabbricate diverse versioni, con armi tra 12,7 e 90 mm. Prende il nome dal ratele, un piccolo predatore africano.
L'APC standard dell'Esercito Sudafricano è stato per molti anni l'Alvis Saracen, che era un robusto e versatile veicolo di scuola tipicamente britannica. Ma esso non era stato pensato per le operazioni in territorio africano, con spazi immensi da coprire e nessun corso d'acqua da guadare. L'armamento del Saracen era limitato ad una mitragliatrice in torretta, da 20mm. Essa era integrata con un'altra in affusto a piedistallo, per la difesa contraerea. Il motore a benzina, alimentato da un serbatoio da 200 litri, consentiva una autonomia su strada di 399 km esatti. La blindatura resisteva solo alle armi leggere, anche se era più spessa di molti altri veicoli e la sagoma era bassa.
Ma nell'insieme, esso era lontano dall'essere ideale per le esigenze di un esercito che operava in un contesto del tutto diverso da quello europeo. L'autonomia, sufficiente per il vecchio continente, era insoddisfacente per le esigenze dell'esercito sudafricano, e la scarsa potenza di fuoco rendeva necessario operare assieme alle autoblindo Eland, ovvero le AML francesi. Infatti, i carri armati Olifant non hanno mai avuto una buona autonomia e una velocità sufficiente per operare con la velocità e l'autonomia necessarie in questo territorio.
Il Sudafrica, spesso in guerra con nazioni e movimenti di guerriglia, ha studiato dal vivo gli esiti delle operazioni militari e le esigenze da soddisfare; ciò si è tradotto in molti nuovi e indipendenti progetti studiati per la situazione locale.
Tra i modelli ipotizzati figurava quello per un mezzo che sostituisse il Saracen, e questo progetto cardine per ammodernare l'Esercito sudafricano prese il nome di "Ratel". In parte l'esigenza del progetto derivò dalle limitazioni di cui sopra, ma va considerato anche il fatto che, con l'Apartheid, l'isolamento internazionale fece sentire i suoi effetti, e questo stimolò l'autonomia nazionale (o autarchia che dir si voglia).
La Sandock-Austral costruiva mezzi blindati nella forma delle autoblindo Eland, e questa preziosa esperienza venne messa in conto per commissionarle la nuova macchina blindata.
Il prototipo del mezzo apparve nel 1976, e due anni dopo arrivarono i veicoli di serie. Il primo e basico veicolo era il Ratel-20, anche se esso sarebbe stato messo in ombra da altre versioni.

## Tecnica
Il Ratel-20 non è un semplice veicolo da trasporto truppe (APC), ma un vero e proprio IFV, sebbene ruotato, con i 2 assali posteriori assai separati da quello anteriore, che è anche quello sterzante. Infatti esso è stato studiato per portare in combattimento una squadra di fanteria e farla combattere restando anche a bordo, mentre l'armamento e la corazzatura sono (nonostante la vulnerabilità delle ruote al fuoco) tali da superare ampiamente quelli 'standard' di un APC, ovvero un 'taxi per truppe' in stile M113. La potenza di fuoco è stata accentuata in alcune versioni specifiche, ma è importante rimarcare che la massa complessiva, in gran parte per via della corazza, è tale che tra i mezzi ruotati era ai suoi tempi di gran lunga il più pesante, e probabilmente è ancora così tra i veicoli 6x6.
La struttura è in acciaio saldato, con uno spessore elevato che dà pesi elevati nell'insieme, raggiungendo le 19t. a pieno carico. Essa protegge gli occupanti contro il fuoco delle armi leggere e, entro certi limiti, anche contro le mitragliatrici pesanti da 12,7mm. È verosimile che anche la protezione contro le mine, una delle caratteristiche specifiche dei mezzi sudafricani, sia molto più curata che in altri veicoli della categoria.
Il Ratel ha una sagoma molto alta, e assai stretta, il che farebbe pensare che la pendenza laterale superabile sia relativamente modesta. A parte questo, esso ha una somiglianza straordinaria (anche per l'armamento) con il belga Sibmas praticamente coevo, ma sensibilmente più basso e leggero. Probabilmente si tratta di una casualità, visto che i lavori sul Ratel dovrebbero essere stati iniziati prima.
Il motore è un diesel di elevata potenza, che dà al veicolo una mobilità elevata, con una velocità massima di 105 km/h su strada, una mobilità fuori strada caratterizzata da un gradino modesto (0,35m), ma con una buona trincea (1,15m). Il mezzo è troppo pesante per guadare corsi d'acqua galleggiando, ma può superare se necessario 1,2m di acqua. Soprattutto, il motore diesel e la grande quantità di carburante consentono un'autonomia di almeno 1000 km, una delle più elevate per un blindato. Lo stesso valore sarebbe stato poi ripetuto, non casualmente, per la blindo Rooikat.
La squadra trasportata è sistemata dietro il mezzo, e può uscire o entrare attraverso i 2 portelli laterali o con il portello posteriore. Quest'ultimo è rimarchevole, perché nonostante il potente motore installato e lo scafo stretto, è stato possibile ricavare un portello posteriore, a destra del motore stesso. Non è da stupirsi che questa porta sia stretta, quanto invece che esista. Il BTR-60 è più largo (e basso), ma essendo dotato di 8 ruote motrici non ha portelli laterali integrali. Non avendo un motore abbastanza compatto, non ne ha nemmeno posteriormente, e così paga la sua mobilità (2 m di capacità di trincea, guado anfibio etc.) con un serio problema di accessibilità per i soldati, anche perché in origine si pensava di costruirlo con un tetto aperto (per poi cambiare in corsa per assicurare maggiore protezione all'equipaggio). Il motore, sistemato posteriormente, non incide quindi nell'accessibilità dell'equipaggio, non infastidisce il pilota come i motori posti anteriormente, e non separa l'equipaggio dal comandante come spesso avviene se sistemato a centro scafo.
L'abitabilità è ragionevole e il vano di combattimento assai spazioso, caratteristica preziosa visto il clima e la durata delle missioni da svolgere. Gli 8 soldati a bordo hanno ciascuno una feritoia in vetro corazzato (iposcopio), con una struttura rettangolare. Sotto vi è una feritoia di tiro apribile per far passare la canna dei fucili. Anche questa caratteristica è un'innovazione del mezzo rispetto al Saracen, ed i soldati a bordo sono capaci di combattere effettivamente da dentro il veicolo, una delle cose che fa del Ratel un IFV ruotato, e non un semplice APC. Questo contribuisce a ridurre le perdite in azione, ma se necessario è possibile uscire dal mezzo attraverso 7 portelli. 2 sono sui fianchi, tra il secondo e terzo assale, e per questo il veicolo non è 8x8: era necessario scegliere tra la mobilità e l'accessibilità per i soldati, ed è stata scelta la seconda. Ogni portello, assai grande, ha un iposcopio di osservazione e tiro e si apre verso l'avanti. Sopra il tetto vi sono 2 coppie di portelli, che aiutano a osservare il territorio, spesso coperto da erba alta com'è normale nella savana (e la sagoma del Ratel, per quanto decisamente alta, è in un certo senso di aiuto per vedere meglio tutt'attorno). L'ultimo portello è sistemato dietro, a destra, piuttosto stretto.
La disposizione dell'equipaggio è caratteristica. Il pilota ha un posto centrale sullo scafo anteriore, con 3 grandi blindovetri che danno una visione molto ampia tutt'intorno, sui lati e davanti. Il blindovetro anteriore ha anche un tergicristallo. Tutti sono proteggibili da piastre corazzate elevabili in caso di necessità, perché i vetri anche se antiproiettile sono danneggiabili dai colpi. Con la blindatura alzata il pilota può vedere tutt'attorno con 3 episcopi superiori.
La torretta è dietro il pilota, e ha l'importante caratteristica di essere biposto, cosa che all'epoca era tutt'altro che comune. Questa torretta ha posto per il cannoniere e per il capocarro, che ha così il miglior campo visivo possibile. Il capocarro ha anche un periscopio sottile, che consente una visione a 360 gradi, e una cupola riccamente dotata di episcopi di osservazione (vetri blindati), oltre che un portello con struttura a cupola.
L'armamento è costituito da un cannone da 20mm GIAT con 1200 colpi, assieme ad una mitragliatrice da 7,62mm coassiale, e un'altra arma contraerea. Esistono anche 2 lanciagranate fumogeni laterali, oltre alle armi della fanteria, utilizzabili in parte anche da dentro il veicolo.
Il modello base non ha, a quanto appare, una serie di sistemi che in Europa sarebbero praticamente standard: non risultano nel modello basico evidenze di sistemi di visione notturna né di protezione NBC, e non è chiaro se vi sia un impianto di climatizzazione. Almeno il primo di questi sistemi potrebbe peraltro essere installato, almeno su mezzi di produzione successiva.

## Versioni e impiego
In sostanza il Ratel è simile, in un certo senso, al BTR-60.
Paga una maggiore blindatura con un peso maggiore, ed ha un armamento maggiore ma concettualmente simile: una mitragliera da 20mm più una da 7,62mm in torretta biposto, contro una mitragliera (appena meno potente) KPV da 14,5mm ed una da 7,62mm (ma in torretta monoposto, e senza armi contraeree).
Il veicolo base ha questo armamento, potente abbastanza senza infastidire troppo la truppa. Ma il mezzo aveva la possibilità anche di assumere un maggiore armamento per supportare meglio le missioni senza dipendere da veicoli come le Eland, assai meno protette, e così è accaduto. Il Ratel 60 ha il particolare armamento di scuola francese costituito principalmente da un cannone-mortaio da 60mm, assieme alle solite mitragliatrici. Esso può ingaggiare efficacemente un corazzato con le granate HEAT, ma non subisce penalizzazioni in termini di fanteria trasportata; aumenta solo il costo.
Il Ratel 90 è molto più potente, con un cannone da 90mm a media pressione come quello delle Eland, con 29 colpi in torretta e 40 nello scafo posteriore. Il suo compito è quello di offrire appoggio di fuoco agli altri Ratel.
Il mezzo comando, invece, ha una diminuzione dell'armamento con una mitragliatrice M2 da 12,7mm, ed una serie di apparati radio e generatori ausiliari. Essa si distingue per avere una torretta con 2 cupole, per entrambi gli uomini lì presenti.
Pare infine che esista anche un veicolo portamortaio da 81mm, ed un mezzo officina.
Questi Ratel sono stati poi supportati dal veicolo da supporto logistico Ratel 8x8, con otto ruote motrici, 3 uomini di equipaggio e 8 contenitori per ogni genere di materiale. Vi sono anche 2000 litri di carburante ausiliario. Dovrebbe esservene una ogni 3-4 Ratel normali.
I Ratel hanno trovato presto occasione di combattere, a causa delle guerre combattute contro organizzazioni paramilitari o, sia pure senza dichiarazioni di guerra ufficiali, altri Stati.
Per rispondere alle incursioni della SWAPO nella Namibia i sudafricani contrattaccarono con l'Operazione Reindeer, nel 1978, penetrando profondamente in Angola. In quel tempo i Ratel 20 vennero provati in azione per la prima volta.
Mentre la SWAPO cercava di riaversi dalla sua profonda crisi militare e politica, con perdite e diserzioni elevate, i sudafricani la anticiparono con un'altra offensiva chiamata Sceptic, che si proposneva di colpire l'organizzazione (South West African People's Organization), ma anche di minarne la credibilità.
L'obiettivo era colpire il comando SWAPO della zona, situato vicino a Chifufua, a 180 km all'interno dell'Angola. Tale comando, dopo le lezioni del 1978 in cui le basi SWAPO, bene sistemate contro offese di terra, erano risultate facili da identificare dall'aria e quindi distruggere con aerei e artiglieria, era sistemato in maniera molto più complessa. La base era disseminata su di una superficie di 50 km², suddivisa in una dozzina di basi minori con una forza complessiva di circa 800 uomini. Tutti gli edifici erano sotterranei, per cui localizzarli era difficile se non impossibile. Inoltre a Sud esistevano altre 3 basi SWAPO a Mulola, Chitumba e Ionde.
L'attacco venne portato con il 54º e il 32º Battaglione di fanteria, una compagnia paracadutisti e reparti di supporto. Suddivisi in 3 gruppi tattici, questa forza attaccò il 10 giugno sia il campo base che una delle altre 3 basi secondarie, quella di Ionde. La forza d'attacco era dotata di Ratel, Eland, Buffel, autocarri SAMIL 4x4 e 6x6; da notare che non erano presenti i carri Olifant.
Per la prima volta vennero utilizzati i Ratel 90, che riportarono un notevole successo in azione. Dopo un bombardamento di circa un'ora eseguito da Mirage e Buccaneer, seguito dal bombardamento da parte di 4 cannoni da 140mm per un'altra ora, arrivarono all'attacco i Ratel, che spararono contro ogni bersaglio che riuscirono a trovare. Il 2º plotone su Ratel si trovò tuttavia sotto il tiro di mitragliere contraeree che sparavano ad alzo zero. Essa avanzò verso un punto che si riteneva ospitasse una mitragliera antiaerea da 14,5mm ZPU (KPV), ma si trovò invece 4 mitragliere, una delle quali da 23mm ZU-23.
I Ratel dimostrarono di essere vulnerabili al fuoco delle armi automatiche pesanti a corta distanza. Uno dei Ratel fu colpito dall'arma da 23mm, che uccise il pilota. Poi questa colpì anche un secondo mezzo, uccidendo metà equipaggio. Ma la sorte peggiore accadde al secondo veicolo del plotone, forse un Ratel 90, colpito da un ZPU nella parte posteriore, che fece esplodere le munizioni distruggendo il veicolo. Solo uno dei Ratel, che era riuscito a distruggere una postazione di mitragliera, riuscì a salvarsi dalla pioggia di fuoco.
Altri Ratel rimasero bloccati dal crollo dei bunker sotterranei su cui essi passavano. Alla fine i sudafricani conquistarono la base e si ritirarono con tutto quello che poteva essere portato via, incluso il Ratel distrutto che venne sezionato in 2 e trainato via.
Nelle missioni belliche successive fece comparsa anche il Ratel con missili ZT-3 Swift. Questo missile, dall'origine assai dubbia, è un'arma utilizzata anche dall'elicottero Rooivalk. Esso è praticamente un missile TOW con un sistema di guida laser semiattiva, come nel caso dell'Hellfire. Al suo debutto, questo sistema con lanciamissili triplo, ottenne vari successi, durante le operazioni del 1987. Su 6 missili lanciati, 4 distrussero altrettanti carri armati, e 1 mancò l'obiettivo perché colpì un malcapitato soldato angolano vicino ad un T-55 che costituiva il bersaglio.
I Ratel sono stati realizzati in oltre 1000 esemplari e le loro operazioni sono più intese come mezzi cooperanti con le blindo pesanti Rooikat che con i carri Olifant. La preferenza per unità altamente mobili di veicoli ruotati è del resto confermata dal numero di veicoli e dal loro tipo: 250 carri Olifant (Centurion modificati) paragonati a oltre 1400 Eland, i Ratel e le oltre 240 Rooikat successivamente immesse in servizio.